# PyEphem
PyEphemは天文分野のPythonライブラリである。PyEphemはLGPLの下で提供されている。
このライブラリはPythonとC言語で書かれており、XEphemの許可の下、XEphemのコードを利用している。